# イ・ジュミョン
イ・ジュミョン（朝: 이 주명、1993年12月1日 - ）は、韓国の女優・モデル。YGエンターテインメント所属。

## 出演

### ドラマ
- シャワーを浴びる男（2017年、ウェブドラマ） - ジュミョン 役
- ダーリンは危機一髪!（2019年、KBS2） - ファン・スンイ 役
- 賢い医師生活（2020年、tvN） - ソンPD 役
- ミッシング 〜彼らがいた〜（2020年、OCN） - チャンミ 役
- カイロス〜運命を変える1分〜（2020年、MBC） - パク・スジョン 役
- イベントを確認してください（2021年、MBC） - チャン・ルリ 役
- 二十五、二十一（2022年、tvN） - チ・スンワン 役

### ミュージックビデオ
- ヤン・ダイル（朝鮮語版）「Don’t Leave」（2016年）
- Zion.T（朝鮮語版）「SNOW」（2017年）
- マーティン・スミス「Crazy」（2018年）
- Block B「Don’t leave」（2019年）
- MINO「TANG!♡」（2021年）